# Drymonia teuscheri
Drymonia teuscheri är en tvåhjärtbladig växtart som först beskrevs av Louis-Florent-Marcel Raymond, och fick sitt nu gällande namn av J.L. Clark. Drymonia teuscheri ingår i släktet Drymonia och familjen Gesneriaceae. Inga underarter finns listade i Catalogue of Life.